# Weymouth-dennenblaasroest
Weymouth-dennenblaasroest of blazenroest (Cronartium ribicola) is een roestschimmel, die Ribes-soorten en Pinus-soorten waarvan de naalden in bosjes van vijf bij elkaar staan aantast: bijvoorbeeld de weymouthden en de suikerden. De schimmel heeft dus twee waardplanten, waarvan de weymouthden en de suikerden tussenwaardplanten zijn. De schimmel komt van nature voor in Europa en Azië en is van daaruit verder verspreid naar Noord-Amerika.
Op de Ribes-soorten worden in de zomer de oranjebruine uredinia en in de herfst de haarvormige, geelbruine telia gevormd. De uredosporen zorgen van mei tot aan het eind van de zomer weer voor nieuwe infectiecycli. De eencellige, elliptische, 30-70 × 10-21 µm grote teleutosporen vormen vervolgens basidiosporen die in de herfst de weymouthden infecteren. Op de onderkant van de bladeren van de Ribes ontstaan na infectie 0,3 mm grote, oranje sporenhoopjes (uredinia). Op de bovenkant van de bladeren zijn deze te zien als geelachtige, chlorotische plekken. De uredinia zijn bedekt met een peridium, dat in het midden een opening heeft. De gladde uredosporen zijn 21-25 × 13-18 µm groot.  
Op de weymouthden ontstaan in de late zomer of herfst spermogoniën en vervolgens de aecia, die op de naalden te zien zijn als kleine, gele of rode stippen. Vanuit de naalden groeit de schimmel de twijg in. Kleine zwellingen en geelkleuring ontstaan er in het volgende groeiseizoen. Van half april tot half mei barsten de tot 3 mm grote aecidia door de bast. De aecidiosporen infecteren de Ribes. De geïnfecteerde bomen verspreiden elk jaar nieuwe sporen totdat ze afsterven. Twee jaar na aantasting ontstaan er op de takken kankerachtige gezwellen, verkleuren de naalden rood en sterven de takken uiteindelijk af. De boom kan reageren door het vormen van extra hars. Ook kan de bast van de boom op de plaats van aantasting aangevreten worden, doordat op deze plaats meer suikers voorkomen.

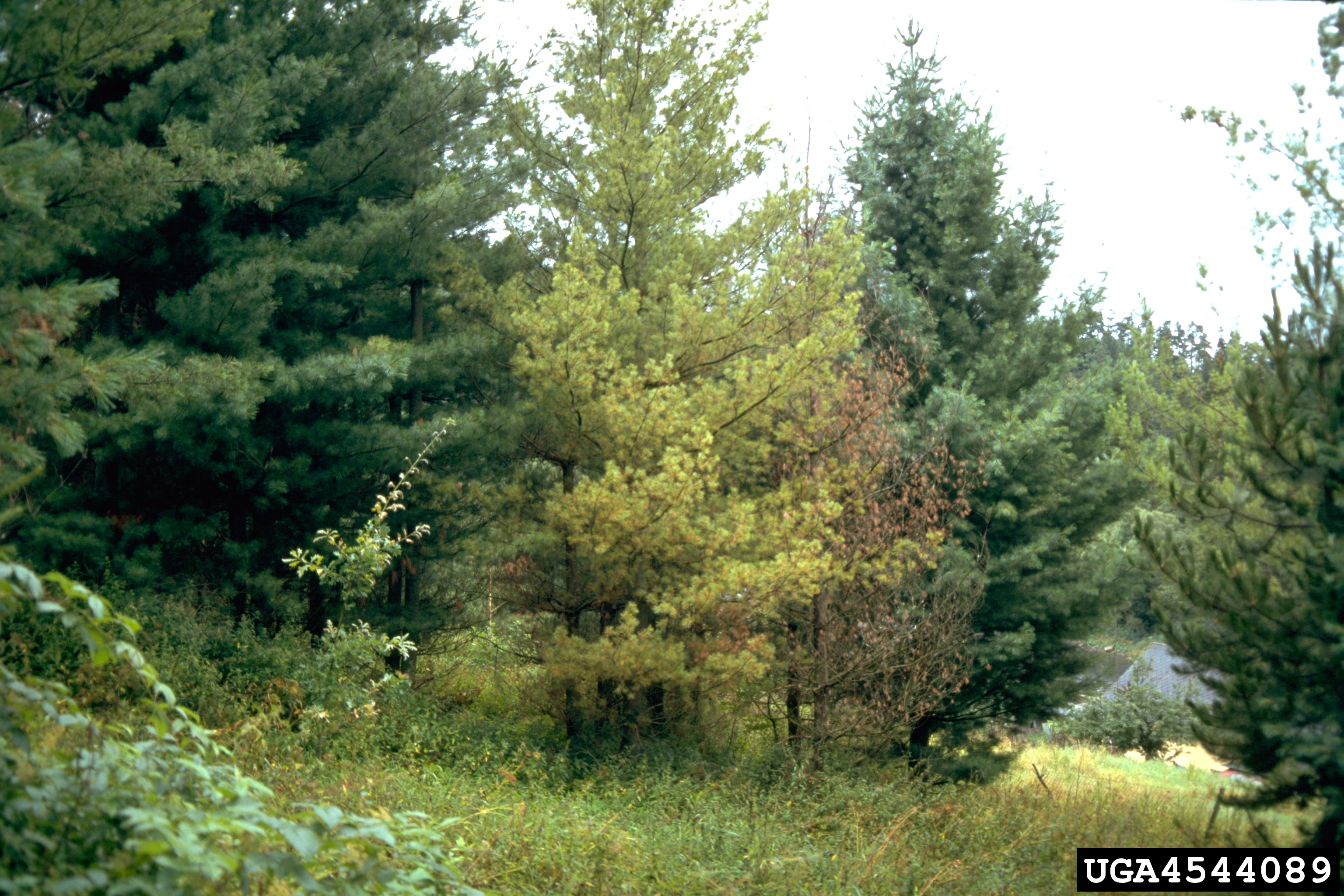
Aangetaste boom
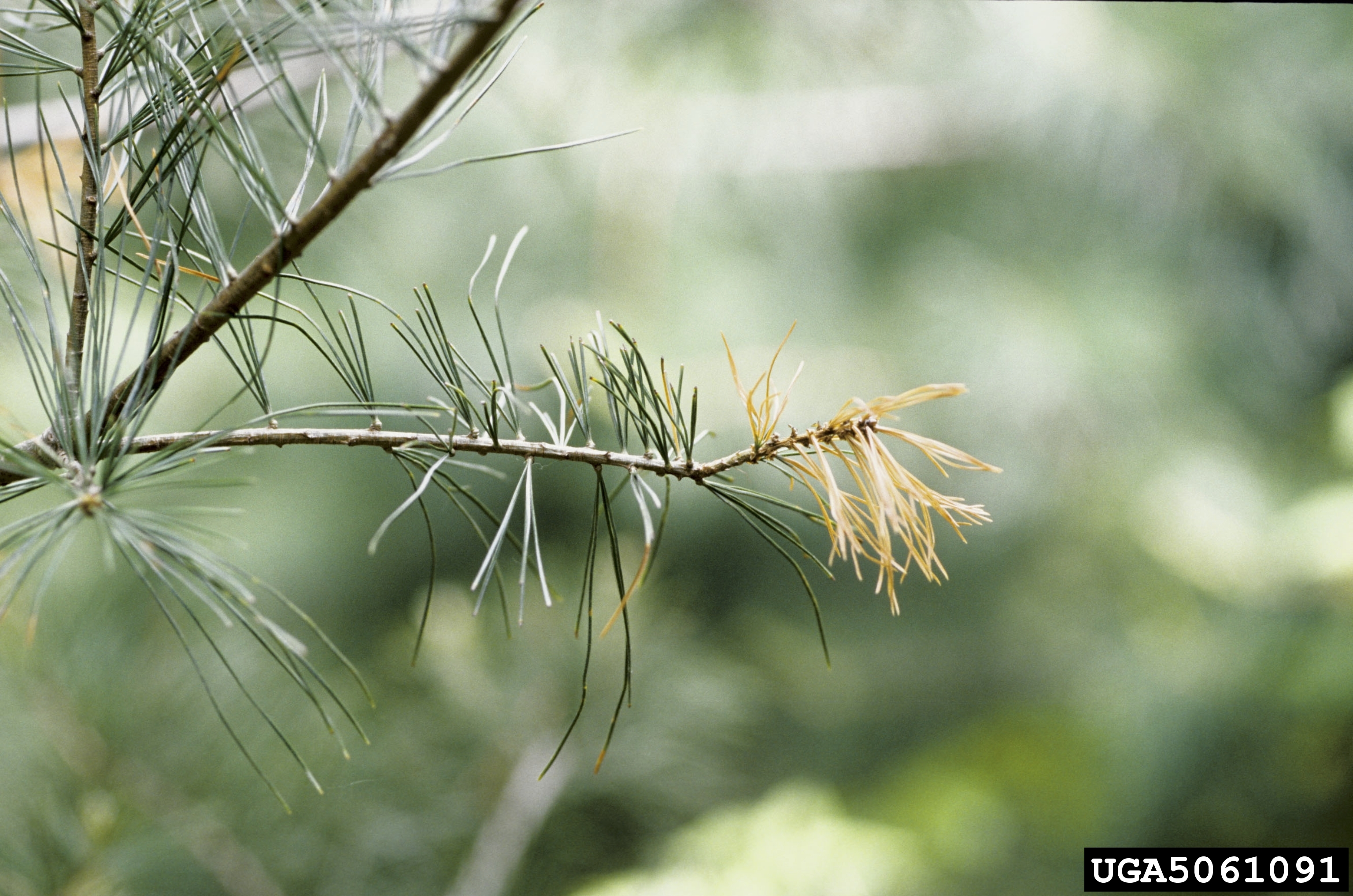
Aangetaste naalden
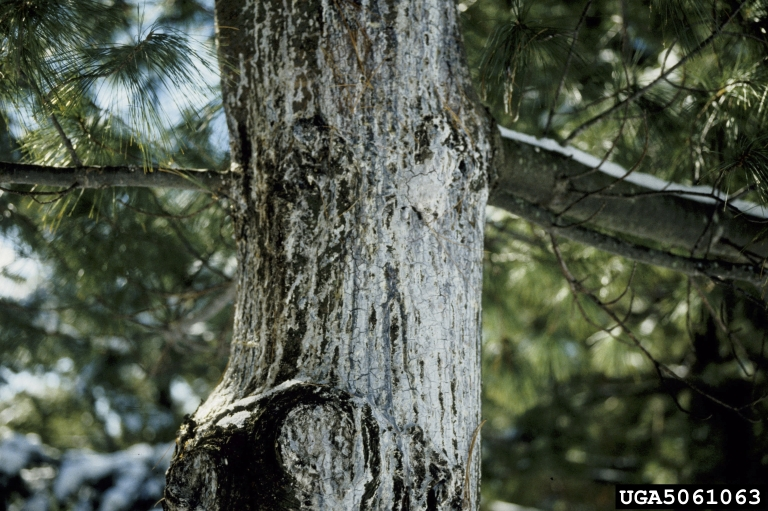
Extra harsvorming
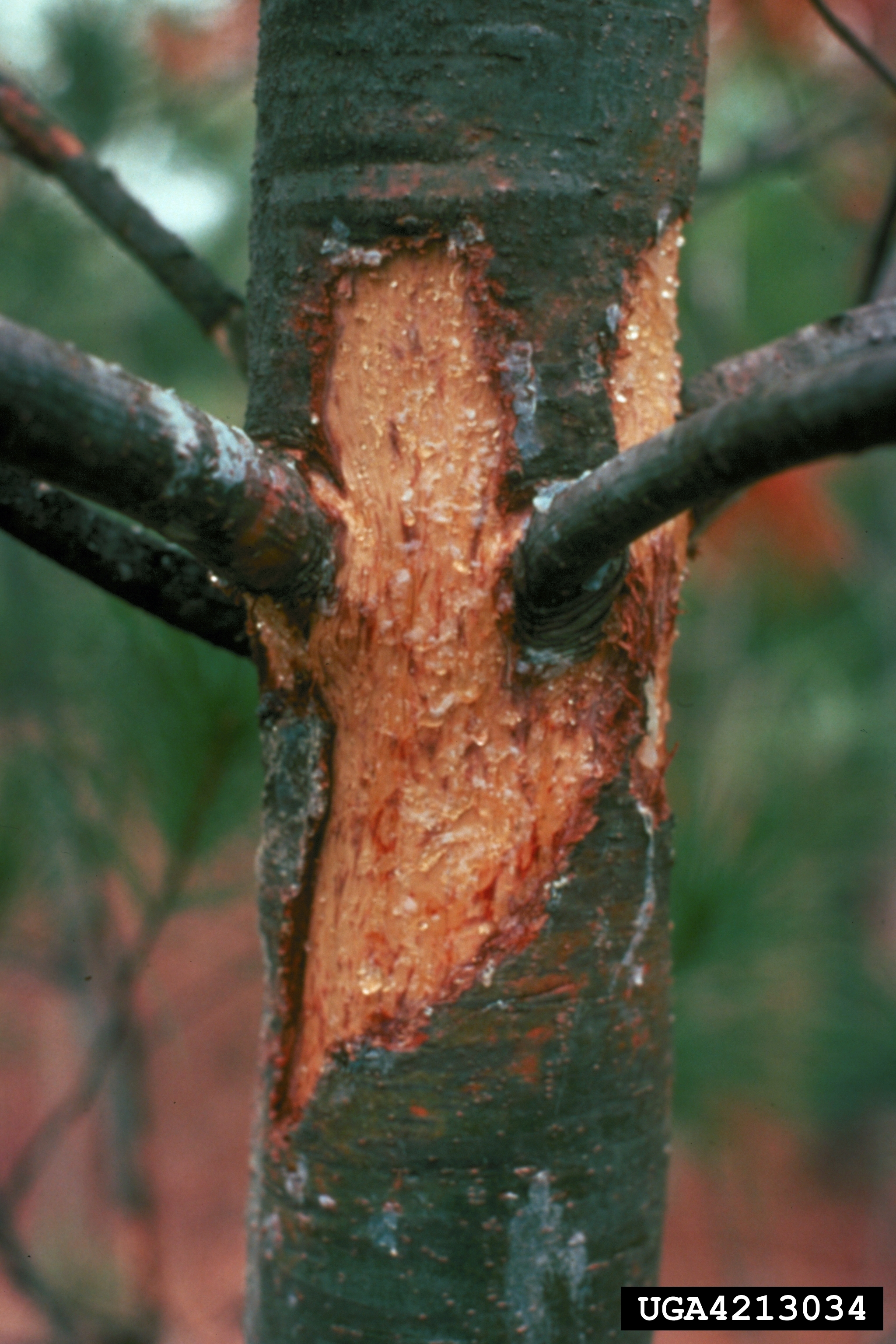
Vraatschade op plaats van aantasting
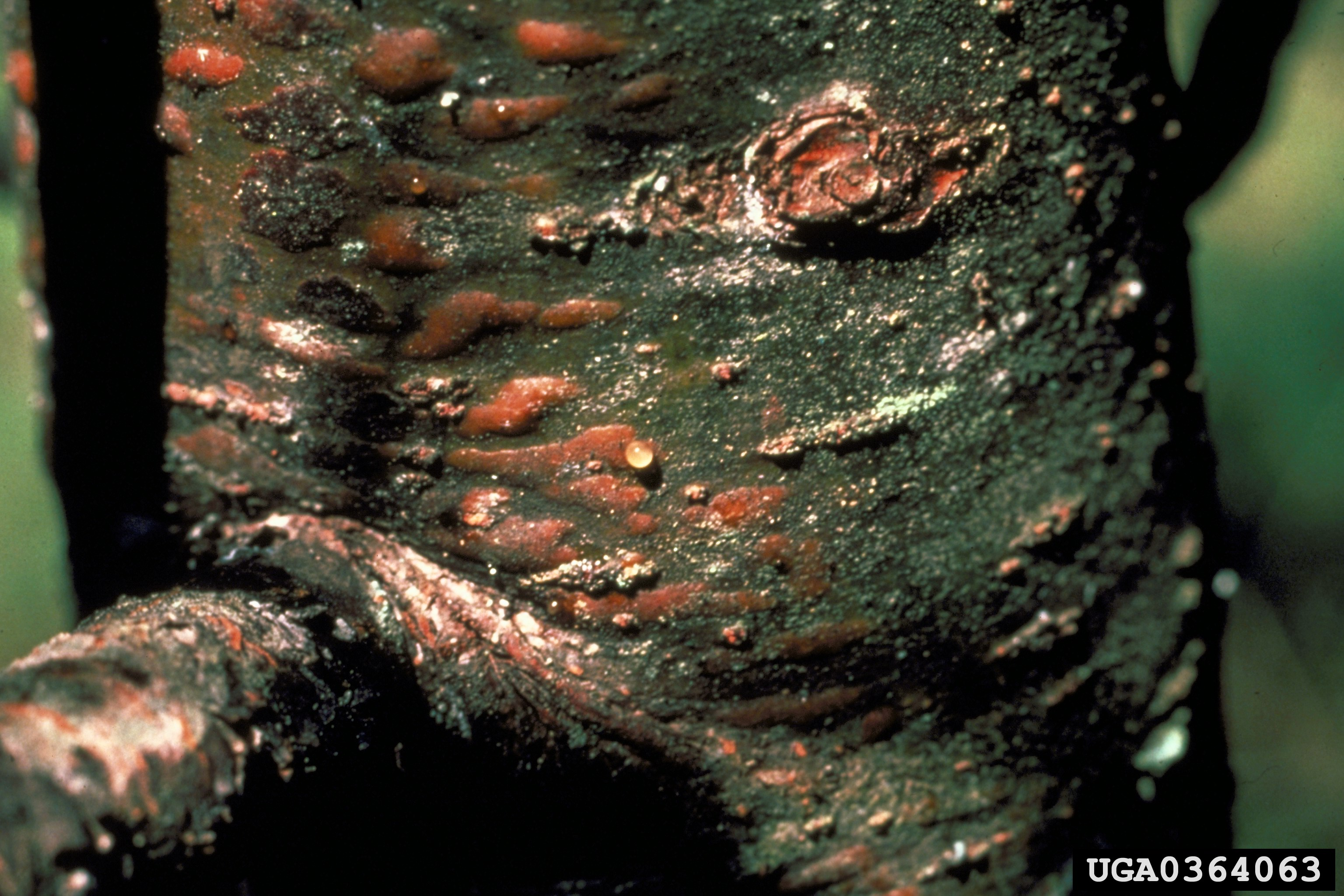
Spermogonia
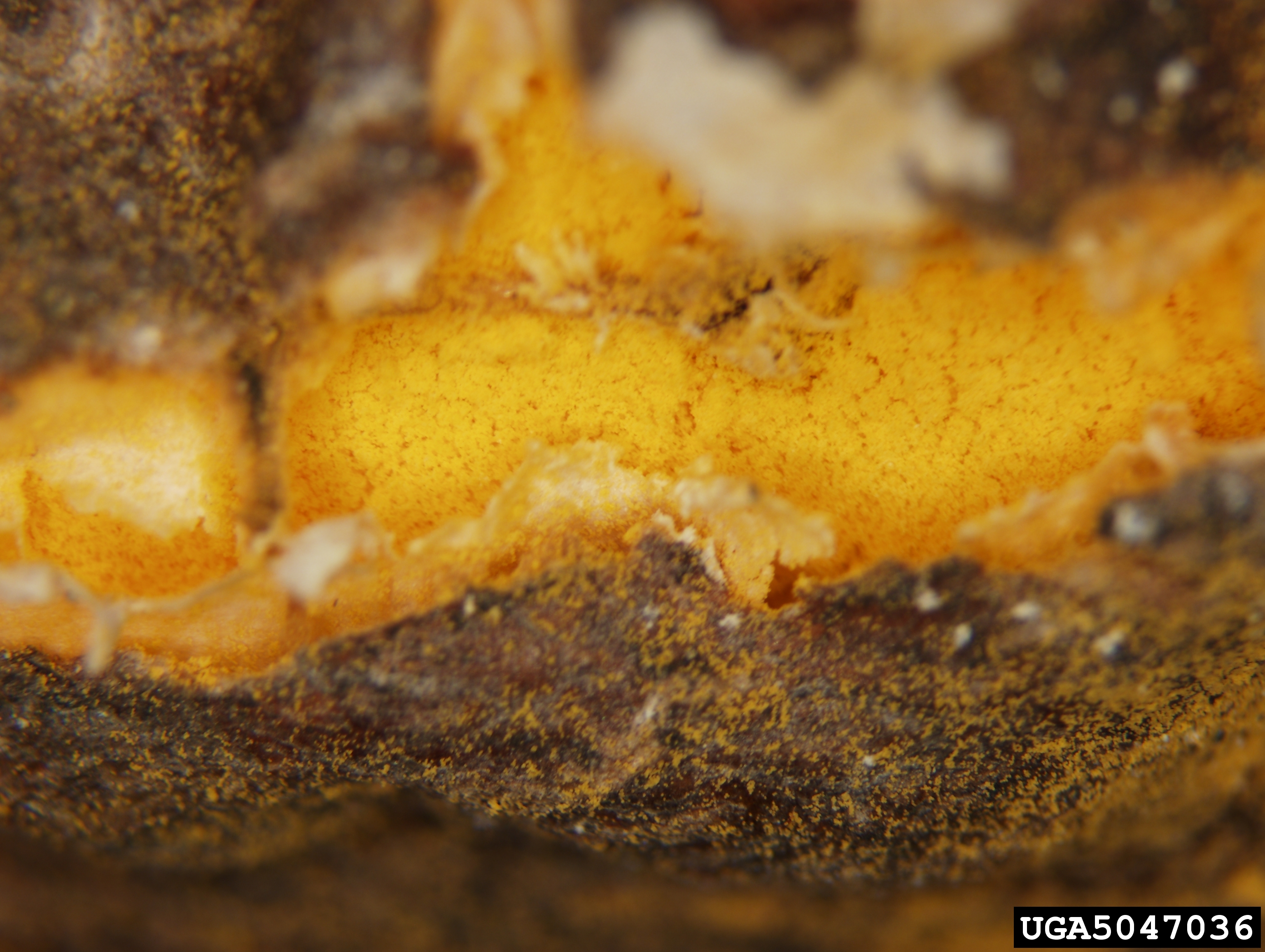
Aecidia op Pinus
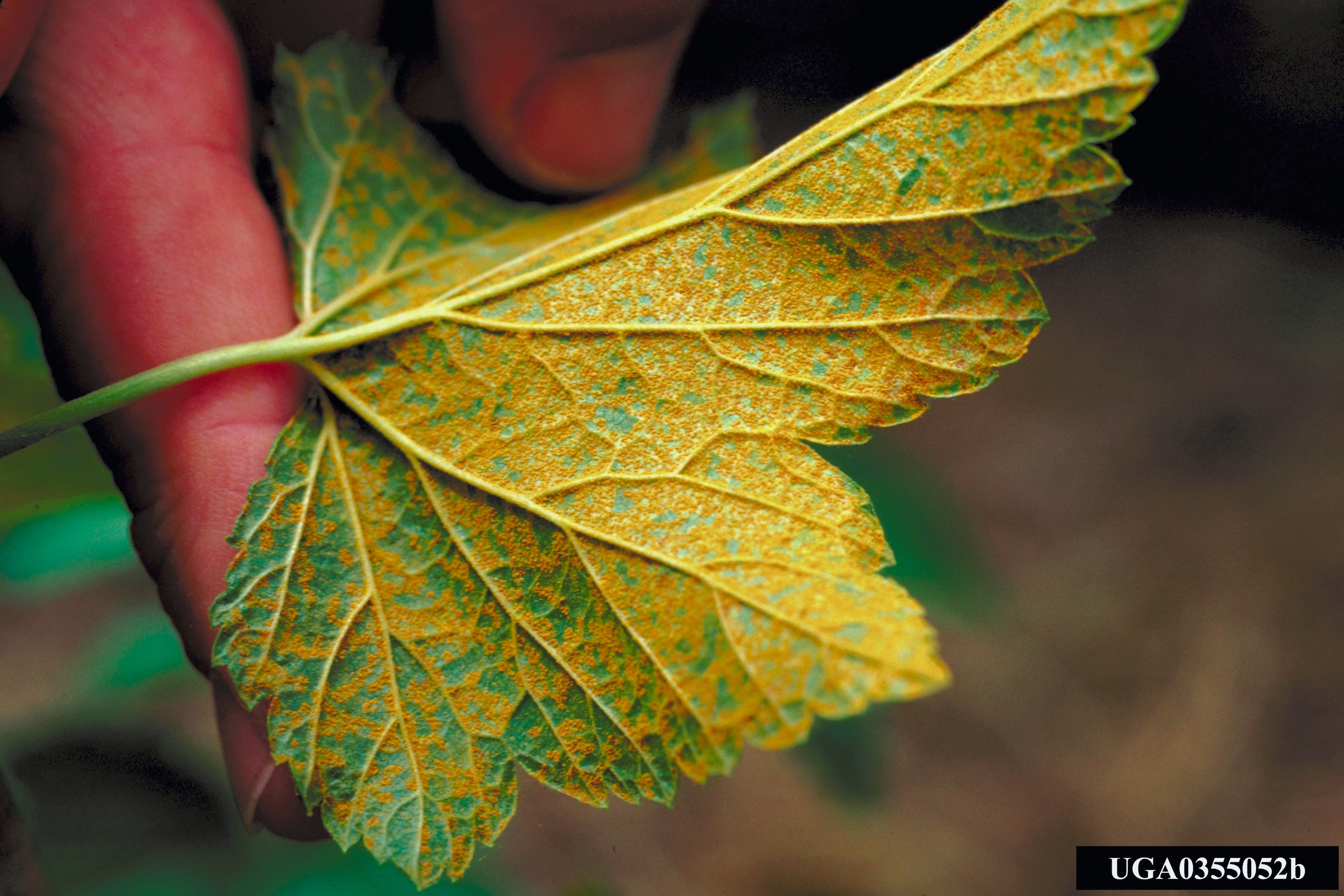
Uredinia op Ribes
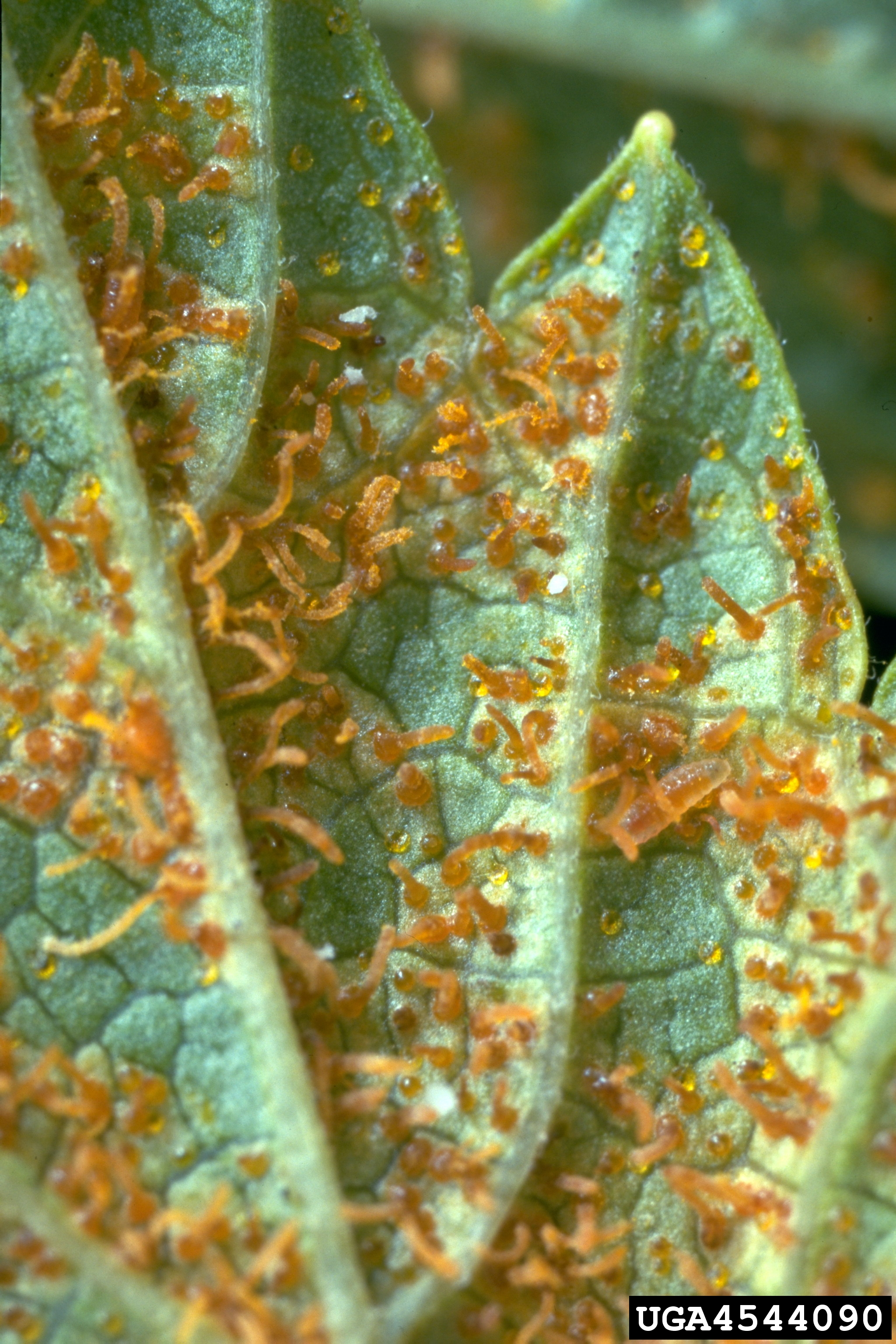
Telia op Ribes met tot 1 - 2 mm lange, wasachtige draden aan elkaar geklitte teleurosporen
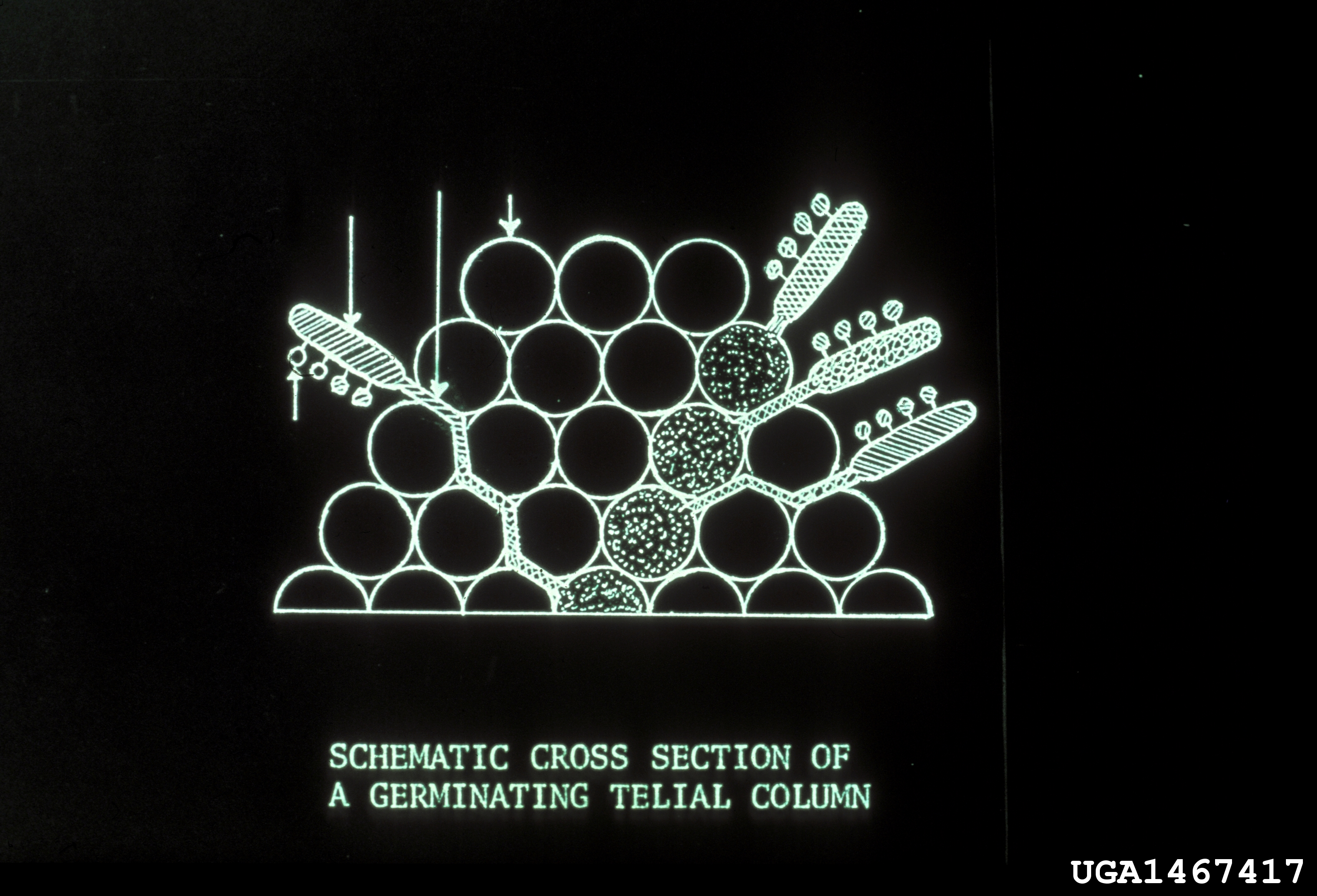
Basidia met basidiosporen
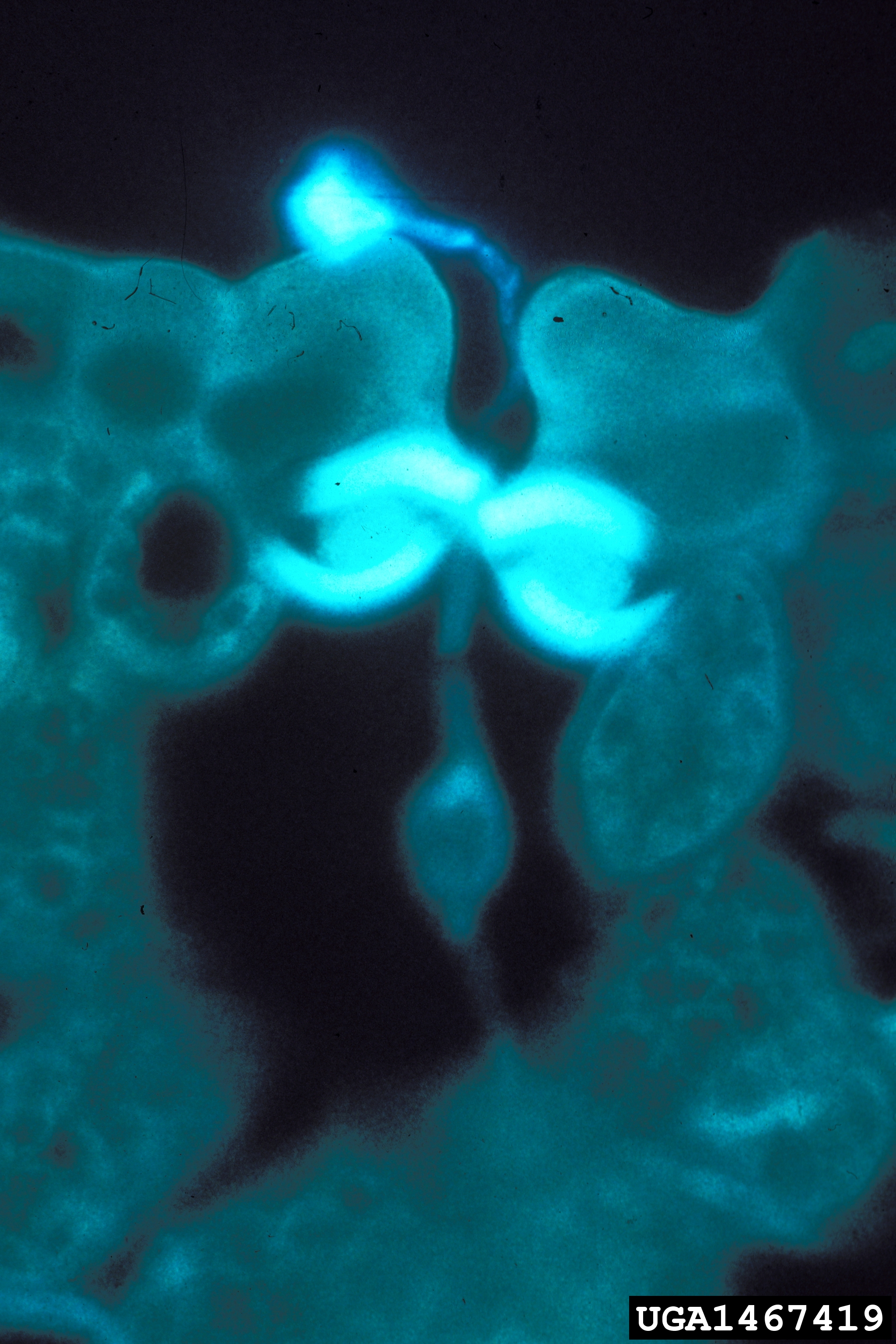
Kiemende basidiospore in huidmondje